# ماكسيميليان شميت
ماكسيميليان شميت (بالألمانية: Maximilian Schmidt)‏ هو كاتب سير ذاتية وكاتب وشاعر ألماني، ولد في 25 فبراير 1832 في Eschlkam ‏ في ألمانيا، وتوفي في 3 ديسمبر 1919 في ميونخ في ألمانيا.